# Fußball bei den Südasienspielen

Fußball gehört bei den Südasienspielen zu den Sportarten, die bisher seit 1984 ständig im Programm der Spiele waren. Das Turnier findet in unregelmäßigen Abständen statt. Teilnehmer sind die Fußballnationalmannschaften der acht Verbände Südasiens. Seit 2004 gilt bei den Männern, analog der Regelung beim olympischen Fußballturnier, eine Altersbeschränkung von 23 Jahren. Indien trat von 2004 bis 2010 aber mit seiner U-20 Auswahl an. 2010 wurde erstmals ein Turnier im Frauenfußball ausgetragen.

## Die Turniere der Männer im Überblick
| Jahr         | Gastgeber            | Finale      | Finale              | Finale      | Spiel um Bronze | Spiel um Bronze     | Spiel um Bronze |
| Jahr         | Gastgeber            | Gold        | Ergebnis            | Silber      | Bronze          | Ergebnis            | 4. Platz        |
| ------------ | -------------------- | ----------- | ------------------- | ----------- | --------------- | ------------------- | --------------- |
| 1984 Details | Kathmandu (Nepal)    | Nepal       | 4:2                 | Bangladesch | Malediven       | Ligasystem          | Bhutan          |
| 1985 Details | Dhaka (Bangladesch)  | Indien      | 1:1 n. V. 4:1 i. E. | Bangladesch | Nepal           | 2:2 n. V. 3:2 i. E. | Pakistan        |
| 1987 Details | Kalkutta (Indien)    | Indien      | 1:0                 | Nepal       | Pakistan        | 1:0                 | Bangladesch     |
| 1989 Details | Islamabad (Pakistan) | Pakistan    | 1:0                 | Bangladesch | Indien          | 2:1                 | Nepal           |
| 1991 Details | Colombo (Sri Lanka)  | Pakistan    | 2:0                 | Malediven   | Bangladesch     | 2:0                 | Nepal           |
| 1993 Details | Dhaka (Bangladesch)  | Nepal       | 2:2 n. V. 4:3 i. E. | Indien      | Sri Lanka       | 3:1                 | Malediven       |
| 1995 Details | Madras (Indien)      | Indien      | 1:0                 | Bangladesch | Sri Lanka       | 0:0 n. V. 5:3 i. E. | Nepal           |
| 1999 Details | Kathmandu (Nepal)    | Bangladesch | 1:0                 | Nepal       | Indien          | 3:1                 | Malediven       |
| 2004 Details | Islamabad (Pakistan) | Pakistan    | 1:0                 | Indien      | Sri Lanka       | 0:0 n. V. 3:2 i. E. | Bhutan          |
| 2006 Details | Colombo (Sri Lanka)  | Pakistan    | 1:0                 | Sri Lanka   | Nepal           | 2:0                 | Indien          |
| 2010 Details | Dhaka (Bangladesch)  | Bangladesch | 4:0                 | Afghanistan | Malediven       | 0:0 n. V. 3:1 i. E. | Indien          |
| 2016 Details | Shillong (Indien)    | Nepal       | 2:1                 | Indien      | Bangladesch     | 1:1 n. V. 7:6 i. E. | Malediven       |
| 2019 Details | Kathmandu (Nepal)    | Nepal       | 2:1                 | Bhutan      | Bangladesch     | Ligasystem          | Malediven       |

### Medaillenspiegel
Nach 13 Turnieren
| Rang | Land        | Goldmedaille | Silbermedaille | Bronzemedaille | Gesamt |
| ---- | ----------- | ------------ | -------------- | -------------- | ------ |
| 1    | Nepal       | 4            | 2              | 2              | 8      |
| 2    | Pakistan    | 4            | 0              | 1              | 5      |
| 3    | Indien      | 3            | 3              | 2              | 8      |
| 4    | Bangladesch | 2            | 4              | 3              | 9      |
| 5    | Sri Lanka   | 0            | 1              | 3              | 4      |
| 6    | Malediven   | 0            | 1              | 2              | 3      |
| 7    | Afghanistan | 0            | 1              | 0              | 1      |
|      | Bhutan      | 0            | 1              | 0              | 1      |

## Die Turniere der Frauen im Überblick
| Jahr         | Gastgeber         | Finale | Finale   | Finale | Spiel um Bronze | Spiel um Bronze | Spiel um Bronze |
| Jahr         | Gastgeber         | Gold   | Ergebnis | Silber | Bronze          | Ergebnis        | 4. Platz        |
| ------------ | ----------------- | ------ | -------- | ------ | --------------- | --------------- | --------------- |
| 2010 Details | Kathmandu (Nepal) | Indien | 3:1      | Nepal  | Bangladesch     | Ligasystem      | Pakistan        |
| 2016 Details | Shillong (Indien) | Indien | 4:0      | Nepal  | Bangladesch     | Ligasystem      | Malediven       |
| 2019 Details | Pokhara (Nepal)   | Indien | 2:0      | Nepal  | Malediven       | Ligasystem      | Sri Lanka       |

### Medaillenspiegel
Nach 3 Turnieren
| Rang | Land        | Goldmedaille | Silbermedaille | Bronzemedaille | Gesamt |
| ---- | ----------- | ------------ | -------------- | -------------- | ------ |
| 1    | Indien      | 3            | 0              | 0              | 3      |
| 2    | Nepal       | 0            | 3              | 0              | 3      |
| 3    | Bangladesch | 0            | 0              | 2              | 2      |
| 4    | Malediven   | 0            | 0              | 1              | 1      |